# 古屋博敏
古屋 博敏（ふるや ひろとし、1975年8月22日 - ）は、日本の実業家、音楽プロデューサー、クラシカル・クロスオーバーのテノール歌手。A&Mグループ株式会社CEO兼チーフプロデューサー。東京都千代田区生まれ。バークリー音楽大学、ハーバードビジネススクール修了。

## 活動
SPL (Sound Performance Lab) 社の国際公式エンドーサー。